# Пьетрини, Элена
Элена Пьетрини (итал. Elena Pietrini; род. 17 марта 2000, Имола, провинция Болонья, область Эмилия-Романья, Италия) — итальянская волейболистка, нападающая-доигровщица. Чемпионка Европы 2021.

## Биография
Элена Пьетрини родилась в спортивной семье. Профессиональным баскетболистом был её отец Альберто, волейболистками — мать Лаура и старшая сестра Джулия. В 12-летнем возрасте пришла в волейбол и Элена. Профессиональная карьера началась в 2015 году в столичной команде «Воллейро Казаль-де-Пацци», в то время выступавшей в серии В2 чемпионата Италии. С 2017 на протяжении двух сезонов выступала за «Клуб Италия», являвшуюся базовой для юниорской сборной страны. В 2019—2023 играла за «Савино Дель Бене» из Скандиччи. В 2023 заключила контракт с российским ВК «Динамо-Ак Барс», выиграв в его составе чемпионат России 2024. С 2024 — игрок итальянской «Веро Воллей Милано».
В 2016—2018 Пьетрини играла за юниорскую и молодёжную сборные Италии. В 2017 стала чемпионкой мира среди девушек и признана лучшим игроком турнира. В 2018 выиграла золотые награды молодёжного чемпионата Европы. В 2018 дебютировала в национальной сборной страны, приняв в её составе участие в Лиге наций, а затем став серебряным призёром чемпионата мира. В 2021 в составе национальной команды участвовала в Олимпийских играх и в том же году выиграла «золото» чемпионата Европы, войдя в символическую сборную турнира. 

### Клубная карьера
- 2015—2017 —  «Воллейро Казаль-де-Пацци» (Рим);
- 2017—2019 —  «Клуб Италия» (Рим);
- 2019—2023 —  «Савино Дель Бене» (Скандиччи);
- 2023—2024 —  «Динамо-Ак Барс» (Казань);
- с 2024 —  «Веро Воллей Милано» (Монца).

## Достижения

### Со сборными Италии
- серебряный (2018) и бронзовый (2022) призёр чемпионатов мира.
- чемпионка Лиги наций 2022.
- чемпионка Европы 2021;
- чемпионка Европы среди молодёжных команд 2018.
- чемпионка мира среди девушек 2017.
- серебряный призёр чемпионата Европы среди девушек 2017.

### Клубные
- бронзовый призёр Лиги чемпионов ЕКВ 2025
- победитель розыгрыша Кубка Европейской конфедерации волейбола 2023.
- победитель розыгрыша Кубка вызова ЕКВ 2022.
- бронзовый призёр чемпионата мира среди клубных команд 2024.

- серебряный (2025) и бронзовый (2023) призёр чемпионатов Италии.
- чемпионка России 2024.
- серебряный призёр розыгрыша Кубка Италии 2025.

### Индивидуальные
- 2017: лучшая нападающая-доигровщица (одна из двух) чемпионата Европы среди девушек.
- 2017: MVP чемпионата мира среди девушек
- 2021: лучшая нападающая-доигровщица (одна из двух) чемпионата Европы.